# Me'Lisa Barber
Me'Lisa Barber (Livingston, 4 oktober 1980) is een Amerikaanse atlete, die is gespecialiseerd in de sprint.

## Loopbaan
Barber begon haar carrière als 200- en 400 meterloopster. Haar grootste succes op de 400 m behaalde ze in 2003, toen ze samen met Demetria Washington, Jaerl Miles Clark en Sanya Richards goud won op de 4 x 400 m estafette tijdens de wereldkampioenschappen in Parijs. Nadat ze zich niet op de Amerikaanse selectiewedstrijden voor de Olympische Spelen voor Athene had kunnen kwalificeren, besloot ze zich te richten op de 100 m en werd terstond Amerikaans kampioene.
Op de wereldkampioenschappen van 2005 in Helsinki werd Me'Lisa Barber vijfde op de 100 m en won samen met Angela Daigle, Muna Lee en Lauryn Williams een gouden medaille op de 4 x 100 m estafette. Op de Wereldkampioenschappen indooratletiek 2006 in Moskou won ze goud op de 60 m.

## Titels
- Wereldindoorkampioene 60 m - 2006
- Wereldkampioene 4 x 100 m - 2005
- Wereldkampioene 4 x 400 m - 2003
- Amerikaans kampioene 100 m - 2005
- Amerikaans indoorkampioene 60 m - 2006, 2009

## Persoonlijke records
Outdoor
| Onderdeel | Prestatie | Datum            | Plaats          |
| --------- | --------- | ---------------- | --------------- |
| 100 m     | 10,95     | 20 mei 2007      | Carson          |
| 200 m     | 22,37     | 26 juni 2005     | Carson          |
| 300 m     | 37,54     | 17 augustus 2003 | Evry-Boundoufle |
| 400 m     | 50,87     | 1 juni 2002      | Baton Rouge     |

Indoor
| Onderdeel | Prestatie | Datum            | Plaats       |
| --------- | --------- | ---------------- | ------------ |
| 60 m      | 7,01 s    | 10 maart 2006    | Moskou       |
| 200 m     | 23,08 s   | 23 februari 2002 | Fayetteville |
| 400 m     | 52,62 s   | 24 februari 2002 | Fayetteville |

## Palmares

### 60 m
- 2006:  WK indoor - 7,01 s

### 100 m
- 2005: 5e WK - 11,09 s
- 2005: 5e Wereldatletiekfinale - 11,09 s
- 2006: 4e Wereldatletiekfinale - 11,10 s

Golden League-podiumplekken
- 2005:  Golden Gala – 11,10 s
- 2005:  Memorial Van Damme – 11,05 s
- 2005:  ISTAF – 11,16 s
- 2006:  Golden Gala – 11,08 s
- 2006:  Weltklasse Zürich – 11,25 s
- 2006:  Memorial Van Damme – 11,10 s
- 2006:  ISTAF – 11,21 s
- 2007:  Meeting Gaz de France – 11,19 s
- 2007:  Golden Gala – 11,11 s
- 2008:  Memorial Van Damme – 11,37 s

Diamond League-podiumplekken
- 2010:  Bislett Games – 11,17 s

### 4 x 100 m estafette
- 2006: DSQ Wereldbeker
- 2005:  WK - 41,78 s

### 4 x 400 m estafette
- 2001:  Universiade - 3.28,04
- 2003:  Pan-Amerikaanse Spelen - 3.27,76
- 2003:  WK - 3.22,63

1983 Gladisch, Koch, Auerswald, Göhr · 
1987 Brown, Williams, Griffith-Joyner, Marshall · 
1991 Duhaney, Cuthbert, McDonald, Ottey · 
1993 Bogoslovskaja, Maltsjoegina, Voronova, Privalova · 
1995 Mondie-Milner, Guidry-White, Gaines, Torrence · 
1997 Gaines, Jones, Miller, Devers · 
1999 Fynes, Sturrup, Davis-Thompson, Ferguson · 
2001 Paschke, G. Rockmeier, B. Rockmeier, Wagner · 
2003 Girard, Hurtis-Houairi, Félix, Arron · 
2005 Daigle, Lee, Barber, Williams · 
2007 Williams, Felix, Barber, Edwards · 
2009 Facey, Fraser, Bailey, Stewart · 
2011 Knight, Felix, Myers, Jeter · 
2013 Russell, Stewart, Calvert, Fraser-Pryce · 
2015 Campbell-Brown, Morrison, Thompson, Fraser-Pryce · 
2017 Brown, Felix, Akinosun, Bowie · 
2019 Whyte, Fraser-Pryce, Smith, Jackson · 
2022 Jefferson, Steiner, Prandini, Terry · 
2023 Davis, Terry, Thomas, Richardson
1983: Walther, Busch, Koch, Rübsam ·
1987: Neubauer, Emmelmann, Schersing, Busch ·
1991: Ledovskaja, Dzjigalova, Nazarova, Bryzgina ·
1993: Torrence, Malone-Wallace, Kaiser-Brown, Miles-Clark ·
1995: Graham, Stevens, Jones, Miles-Clark ·
1997: Feller, Rohländer, Rücker, Breuer ·
1999: Tsjebykina, Gontsjarenko, Kotljarova, Nazarova ·
2001: Richards, Scott, Parris, Fenton ·
2003: Barber, Washington, Richards, Miles-Clark ·
2005: Petsjonkina, Krasnomovets, Antjoech, Pospelova ·
2007: Trotter, Felix, Wineberg, Richards ·
2009: Dunn, Felix, Demus, Richards ·
2011: Richards-Ross, Felix, Beard, McCorory ·
2013: Goesjtsjina, Firova, Ryzjova, Krivosjapka ·
2015: Day, Jackson, McPherson, Williams-Mills ·
2017: Hayes, Felix, Wimbley, Francis ·
2019: Francis, McLaughlin, Muhammad, Jonathas ·
2022: Diggs, Steiner, Wilson, McLaughlin ·
2023: Saalberg, Klaver, Peeters, Bol